# Prioritet finans
Prioritet finans är ett svenskt företag som verkar på kreditmarknaden och utför Företagslån och fakturaköp. Företaget grundades 1981 av Nils Wiberg som fortfarande är VD. Företaget har implementerat avancerad teknologi för att effektivisera kreditbedömning och låneansökningsprocessen, vilket gör det möjligt att erbjuda snabbare och mer tillgänglig finansiering.
Prioritet Finans är idag stjärnsponsor till Djurgårdens IF, IFK Göteborg och Redbergslid IK.  